# T.I.
T.I.（T.I.、ティーアイ、本名：クリフォード・ジョセフ・ハリス・Jr.、1980年9月25日 - ）は、アメリカ合衆国ジョージア州アトランタ出身のラッパー、作詞家、俳優、音楽プロデューサー、エグゼクティブプロデューサーである。グランド・ハッスル・レコードの最高経営責任者でもある。 T.I.P.というオルター・エゴを自分の曲の中で演じることがある。ファンの間では、名前の「T.I.P.」は「Ten Inch Playa(25センチの陰茎を持つプレイボーイの意)」の略だと言われている。

自身のことを『キング・オブ・ザ・サウス（南部の王）』と呼ぶことで有名。また、ラッパーファレル・ウィリアムスには、『サウスのジェイ・Z』と才能を称えられたことがある。

## バイオグラフィー
アトランタのバンクヘッドで生まれる。 デビュー当時はステージネームを”T.I.P.”とするつもりだったが、彼が尊敬していたラッパーの一人、Q-ティップ（Q-Tip)と名前が重なるため、Pをとって”T.I.”に変更した。 ちなみに、彼が尊敬しているラッパーは他にも、ジェイ・Z、2パック、スカーフェイス、アイス・キューブ、アウトキャストのアンドレ3000などがいる。

### キャリア
2001年のファーストアルバム『アイム・シリアス』はあまり注目を浴びなかったものの、セカンドアルバム『トラップ・ミュージック』がヒップホップ・アルバムとして高い評価を受け、またプラチナ・セールスを獲得したことや、その後の数々の客演によってしだいに注目を浴びるようになる。
2003年に、デスティニーズチャイルドのシングル『ソルジャー』で客演を務めたことで、実力を証明することに成功する。
2004年にリリースされたアルバム『アーバン・レジェンド』のファーストシングル『ブリング・エム・アウト』は、日本においてもクラブ・バンガーとして絶賛される。
2006年には『キング』がビルボードのチャートで#1となり、また一週目で522,000枚という記録的なセール枚数を出した（『キング』は2006年で最も売れたヒップホップアルバムとなる）。 その後の、映画「ATL」での主演や、『マイ・ラブ（ジャスティン・ティンバーレイク）』や『ラヴィン・ユー・ロング・タイム リミックス（マライア・キャリー）』などのヒット曲での客演により、T.I.はヒップ･ホップ界の最重要人物の一人となった。
2007年に5枚目のアルバム『T.I. vs T.I.P.』をリリース。 インターネットの普及などによりヒップ･ホップアルバムの売り上げが低下している中、プラチナ・セールスを獲得した。しかし、同じ年に銃やサイレンサーなどの違法取引容疑で逮捕される。
2007年10月26日、300万ドル（約3億3,000万円）の保釈金を支払い釈放された。
2008年、T.I.は逮捕による自宅監禁の後、1500時間に及ぶ社会奉仕活動と共に6枚目のアルバム『ペーパー・トレイル：真実の行方』にとりかかった。 ファーストシングル『ホワットエヴァー・ユー・ライク』は全米チャートで1位にはい上がり、その後わずか6週で、5枚目のシングル『マイアヒ・ライフ』が全米1位となりT.I.の名を歴史に残した。また、『ペーパー・トレイル：真実の行方』は、『トラップ・ミュージック』や『キング』と並んで完成度の高いヒップ・ホップアルバムとして評価を受けた。
2009年の3月、T.I.は武器の違法取引の刑罰として、懲役366日の刑を言い渡され、同時に約10万ドルの罰金を支払った。彼は服役し、2010年3月に釈放された。
2010年8月、製作に関わった映画『テイカーズ』がアメリカで公開された。しかし、9月には、妻タメカと共にドラッグ所持容疑で再逮捕される。『テイカーズ』と公開と同時期にリリースされると見られていたアルバム「キング・アンケイジド」は「ノー・マーシー 非情のストリート」にタイトルを変更し、2010年12月にリリースされた。

## ビーフ
ギャングスタ・ラップをメインに活動し、「キング・オブ・ザ・サウス」と自称するT.I.は、常に様々なギャングスタ・ラッパーとのビーフに巻き込まれていた。主なビーフ相手には、リュダクリス、リル・フリップ、ショーティー・ローがいる（皆サウスのラッパー）。

### リュダクリス
T.I.とリュダクリスの2人は、Gユニットのラッパーヤング・バックのアルバムに収録される『ストンプ』という曲へゲストとして招待される予定であった。しかし、後日T.I.の部分がザ・ゲームと置き換えられてしまう。そのため、T.I.はリュダクリスを中傷したバースを収録（オリジナルバージョンで聴取可能）。その後、リュダクリスのレーベルDTPのラッパーI-20のビデオに”トラップ・ハウス”と書かれた服を着た男が討たれるシーンがあることにT.I.が激怒する（T.I.は、自身のアルバム名”トラップ・ミュージック”に由来すると主張）。ビーフはここからスタートした。

2007年の6月、カリフォルニアのサンセット・タワーで、リュダクリスのマネージャーであるシャカ・ズールーがT.I.に殴られる事件が起こる。 T.I.はその後のBET授賞式の場を借りて、騒ぎを起こしたことを謝罪した。それよりT.I.とリュダクリスの仲は改善し、2008年の二人のアルバムにはお互いがゲスト・アーティストとして参加している。

### リル・フリップ
AllHipHopによると、T.I.は、リル・フリップの郷里であるヒューストンのクローバーランドにおいてフリップの取り巻きといざこざがあったという。T.I.はその時、リル・フリップを詐欺の理由で探究するDVDの制作に取りかかろうとしていた。しかし、彼はそこでリル・フリップの一味との鉢合わせに合い、T.I.のボディーガードの一人が銃を発射したことから口論が始まった。同じ日に、T.I.はヒューストンのラジオステーションでリル・フリップとの口論について説明、さらに彼がフリップをターゲットにしたミックステープを用意しているとまで発表した。そのミックステープは後日、ラップ・ア・ロットレコードのCEO、Jプリンスによってリリースを中断させられ、同時にビーフも彼を仲立ちにして和解に向かった。

### ショーティー・ロー
2008年にT.I.は、一躍注目浴びたショーティー・ローとの激しいビーフに巻き込まれる。
ビーフは、ショーティー・ローがセカンドシングル『ドゥン・ドゥン』をリリースしてから形となった。彼はその曲においてT.I.が出身地をバンクヘッドだと自称していることに対し疑問を投げかけ、その後信憑性が薄いとしてリサーチに乗り出した。これに対してT.I.は、シングル『ホワット・アップ・ホワッツ・ハプニング』のビデオを、ショーティー・ローの本拠地であるボーウェン・ホームス公営住宅で撮影した。 ビーフはその後、両陣営がダーティー・アワードにおいて衝突し、セレモニーを中止に追い込んだ所でクライマックスを迎えた。 ビーフは3月7日にT.I.の「お別れ会」（T.I.の懲役によるもの）においてショーティー・ローが出席したことで和解が確定された。 T.I.によると、両者の関係は、メディアが騒ぎたてたことで悪化したように見えただけであり、「ビーフではなかった」という。

## ディスコグラフィー

### アルバム
| 2001                                      | I'm Serious                    | - 発売日: 2001年10月9日 - レーベル: Arista - フォーマット: CD, LP, cassette, digital download - 全米売上: 28万枚                   | 98 | —  | —  | —  | —  | —  | —  | —   |                                                                                 |
| 2003                                      | Trap Muzik                     | - 発売日: 2003年8月19日 - レーベル: Grand Hustle, Atlantic - フォーマット: CD, LP, cassette, digital download - 全米売上: 180万枚  | 4  | —  | —  | —  | —  | —  | —  | —   | - US: プラチナ                                                                  |
| 2004                                      | Urban Legend                   | - 発売日: 2004年11月30日 - レーベル: Grand Hustle, Atlantic - フォーマット: CD, LP, cassette, digital download - 全米売上: 150万枚 | 7  | —  | —  | —  | —  | —  | —  | —   | - US: プラチナ                                                                  |
| 2006                                      | King                           | - 発売日: 2006年3月28日 - レーベル: Grand Hustle, Atlantic - フォーマット: CD, LP, digital download - 全米売上: 200万枚            | 1  | —  | 24 | 86 | 76 | —  | 99 | 83  | - US: 2× プラチナ - CAN: ゴールド - UK: シルバー                                |
| 2007                                      | T.I. vs. T.I.P.                | - 発売日: 2007年7月3日 - レーベル: Grand Hustle, Atlantic - フォーマット: CD, LP, digital download - 全米売上: 180万枚             | 1  | —  | 7  | 96 | 78 | 37 | 59 | 101 | - US: プラチナ - CAN: ゴールド                                                  |
| 2008                                      | Paper Trail                    | - 発売日: 2008年9月30日 - レーベル: Grand Hustle, Atlantic - フォーマット: CD, LP, digital download - 全米売上: 300万枚            | 1  | 16 | 2  | 79 | 34 | 9  | 46 | 42  | - US: 3× プラチナ - AUS: ゴールド - CAN: プラチナ - NZ: ゴールド - UK: ゴールド |
| 2010                                      | No Mercy                       | - 発売日: 2010年12月7日 - レーベル: Grand Hustle, Atlantic - フォーマット: CD, LP, digital download - 全米売上: 80万枚             | 4  | 69 | 35 | —  | 27 | 39 | —  | 39  | - US: ゴールド                                                                  |
| 2012                                      | Trouble Man: Heavy Is the Head | - 発売日: 2012年12月18日 - レーベル: Grand Hustle, Atlantic - フォーマット: CD, digital download - 全米売上: 55万枚                | 2  | —  | —  | —  | —  | —  | —  | 188 | - US: ゴールド                                                                  |
| 2014                                      | Paperwork                      | - 発売日: 2014年10月21日 - レーベル: Grand Hustle, Columbia - フォーマット: CD, LP, digital download - 全米売上: 24万枚            | 2  | 43 | 19 | —  | —  | —  | 64 | 85  |                                                                                 |
| "—"は未発売またはチャート圏外を意味する。 |                                | |    |    |    |    |    |    |    |     |                                                                                 |

### シングル
- アイム・シリアス feat. ビーニ・マン - I'm Serious feat. Beenie Man （2001年）
- 24・インチ - 24's （2003年）
- ビー・イージー - Be Easy （2003年）
- ラバーバンド・マン - Rubber Band Man （2003年）
- レッツ・ゲット・アウェイ feat. ジャジー・フェイ - Let's Get Away （2003年）
- ブリング・エム・アウト - Bring Em Out （2004年） オリコンシングルチャート42位
- ユー・ドント・ノウ・ミー - U Don't Know Me （2004年）
- Asap - Asap （2004年）
- モチベーション - Motivation （2004年
- ライド・ウィス・ミー - Ride Wit Me （2006年）
- フロント・バック feat. UGK - Front Back feat. UGK （2006年）
- ホワット・ユー・ノウ - What You Know （2006年） オリコンシングルチャート32位
- ホワイ・ユー・ワナ - Why You Wanna （2006年） オリコンシングルチャート30位
- リヴ・イン・ザ・スカイ feat. ジェイミー・フォックス - Live In The Sky feat. Jamie Foxx （2006年）
- トップ・バック [リミックス]" feat. ヤング・ジージー、ヤング・ドロー、ビッグ・カントリー・キング、B.G. - Top Back （2006年）
- ビッグ・シングス・ポッピン (ドゥー・イット) - Big Things Poppin' (Do It) （2007年） オリコン海外シングルチャート5位
- ユー・ノウ・ホワット・イット・イズ feat. ワイクリフ・ジョン - You Know What It Is feat. Wyclef Jean （2007年）
- ハート feat. アルファ・メガ、バスタ・ライムス - Hurt feat. Alfa Mega & Busta Rhymes （2007年）
- タッチダウン feat. エミネム - Touchdown feat. Eminem （2007年）
- ノー・マター・ホワット - No Matter What （2008年） プロモ・シングル
- ホワットエヴァー・ユー・ライク - Whatever You Like （2008年） 全米1位
- スウィング・ユア・ラグ feat. スウィズ・ビーツ - Swing Ya Rag feat. Swizz Beats （2008年） プロモ・シングル
- ホワット・アップ・ホワッツ・ハプニング - What Up, What's Haapnin' （2008年） プロモ・シングル
- マイアヒ・ライフ feat. リアーナ - Live Your Life feat. Rihanna （2008年） 全米1位
- デッド・アンド・ゴーン feat. ジャスティン・ティンバーレイク - Dead And Gone feat. Justin Timberlake （2009年）
- リメンバー・ミー feat. メアリー・J・ブライジ - Remember Me feat. Mary J Blige （2009年）

## 映画出演
- アメリカン・ギャングスター American Gangster (2007)
- テイカーズ Takers (2010)
- 泥棒は幸せのはじまり Identity Thief (2013)
- アントマン Ant-Man  (2015)
- スリープレス・ナイト Sleepless (2017)
- アントマン&ワスプ Ant-Man and the Wasp  (2018)
- ルディ・レイ・ムーア Dolemite Is My Name (2019)
- モンスターハンター Monster Hunter (2020)